# ATM (белок)
 ATM  (англ. аtaxia telangiectasia mutated «мутантный при атаксии-телеангиэктазии белок») — серин/треониновая протеинкиназа, которая рекрутируется и активируется двунитевыми разрывами ДНК. Эта киназа фосфорилирует несколько ключевых белков, которые инициируют остановку клеточного цикла, запускают репарацию ДНК или апоптоз. Некоторые из этих белков, в том числе p53, Сhk2 и вариантный гистон H2AX являются опухолевыми супрессорами. Белок кодируется геном ATM.
Белок и кодирующий его ген назван по имени наследственного заболевания — атаксии-телеангиэктазии, вызываемой мутациями в гене ATM.

## Введение
На протяжении клеточного цикла ДНК контролируется на наличие повреждений. Повреждения ДНК возникают в результате ошибок при репликации, воздействия побочных продуктов метаболизма, токсичных препаратов, ионизирующего излучения и других факторов. При наличии повреждений ДНК клеточный цикл останавливается в так называемых контрольных точках. Клеточный цикл имеет две основных контрольных точки, G1/S и G2/M, на которых проверяется целостность генетического материала. ATM играет важную роль в задержке клеточного цикла после возникновения повреждений ДНК, особенно после двунитевых разрывов. ATM вместе с другим белком NBS1 выступают в качестве белков, детектирующих двунитевые разрывы ДНК. Различные посредники, такие как Mre11 и MDC1, обретают пост-трансляционные модификации, которые создаются с помощью белков-детекторов. Эти модифицированные белки-посредники затем усиливают сигнал и передают нижестоящим эффекторам, таким как Сhk2 и p53.

## Структура
Ген ATM кодирует белок весом 350 кДа, состоящий из 3056 аминокислот. ATM относится к надсемейству фосфатидилинозитоло 3-киназосвязанных киназ (PIKK). Надсемейство PIKK состоит из шести серин/ треониновых протеинкиназ, обладающих сходством с фосфатидилинозитол-3-киназой (PI3K). Этот семейство киназ включает, среди прочих: ATR, ДНК-PKcs (ДНК-зависимая протеинкиназа каталитической субъединицы) и МРМ (целевой рапамицин у млекопитающих). ATM состоит из пяти доменов, расположенных от N-конца к С-концу в следующем порядке: HEAT repeat domain, домен FRAP-ATM-TRRAP (FAT), домен киназы (KD), PIKK-регуляторный домен (PRD) и FAT-C-терминальный (FATC) домен.  HEAT repeat  непосредственно связывается с С-концом NBS1. Домен FAT взаимодействует с доменом киназы ATM, чтобы стабилизировать С-концевую область самой ATM. Домен KD возобновляет активность киназы, в то время как PRD и домен FATC её регулируют. Хотя ни одна структура для ATM окончательно не ясна, общая форма ATM очень похожа на ДНК-зависимая протеинкиназу ДНК-PKcs и состоит из головки и длинного плеча, для того, как полагают, чтобы обернуть его вокруг двухцепочечной ДНК после конформационного изменения. Весь N-концевой домен вместе с доменом FAT, по прогнозам, принимает вид α-спиральной структуры, которая была найдена с помощью анализа последовательности. Это α-спиральная структура, как полагают, образуют третичную структуру, которая имеет изогнутую трубчатую форму, например, как у белка хантингтин, который также содержит HEAT повторы. FATC является С-концевым доменом с длиной около 30 аминокислот. Он высококонсервативен и состоит из α-спирали с последующим резким поворотом, стабилизированным с помощью дисульфидной связи.

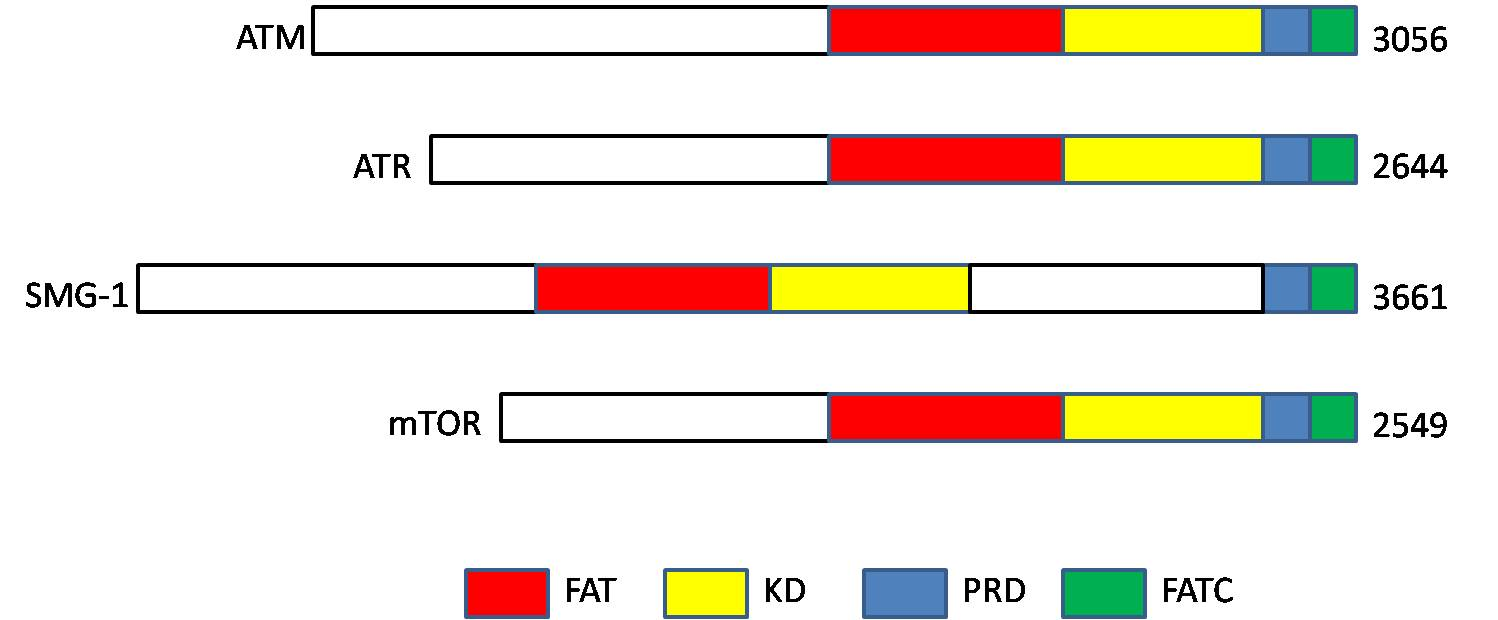
Схематическое изображение четырёх известных консервативных доменов в четырёх членах семейства PIKK.

## Функция
Комплекс из трёх белков Mre11, RAD50 и NBS1 (Xrs2 в дрожжах), у человека называется MRN комплексом, рекрутирует ATM при двунитевых разрывах ДНК и удерживает два конца вместе. ATM непосредственно взаимодействует с субъединицей NBS1 и фосфорилирует вариантный гистон H2AX по серину в 139 положении. Это фосфорилирование генерирует сайт связывания для адаптерных белков, обладающих доменом BRCT. Эти адаптерные белки затем рекрутируют различные факторы, включая эффекторные протеинкиназы Сhk2 и опухолевые супрессоры p53. ATM-опосредованный ответ на повреждение ДНК состоит из быстрой и отсроченной реакции. Эффекторная киназа Chk2 фосфорилируется при помощи ATM и таким образом активируется. Активированная Chk2 фосфорилирует фосфатазу CDC25A, которая в результате не может дефосфорилировать CdK2-циклин, что приводит к остановке клеточного цикла. Если двунитевой разрыв ДНК не был быстро восстановлен, ATM дополнительно фосфорилирует MDM2 и р53 по серину в 115 положении. p53 также фосфорилируется эффекторной киназой Сhk2. Эти фосфорилирования приводят к стабилизации и активации p53 и последующей транскрипции многочисленных целевых генов p53, включая ингибитор Cdk р21. Это приводит к долгосрочной остановке клеточного цикла или даже апоптозу.

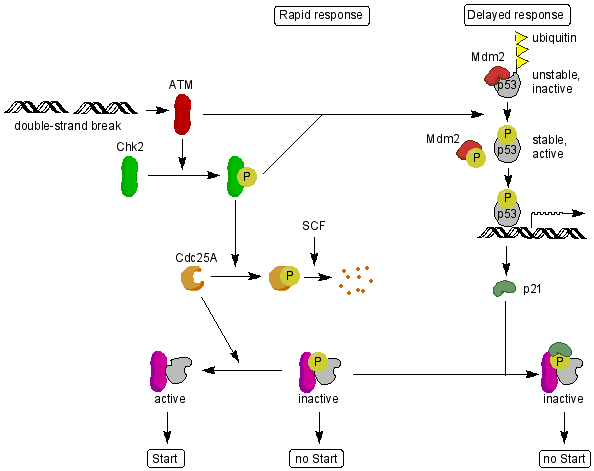
ATM-опосредованный двухступенчатый ответ на двунитевой разрыв ДНК. При быстром реагировании активированная ATM фосфорилирует эффекторную киназу Сhk2, который фосфорилирует CDC25A, что приводит затем к его убиквитинированию и деградации. Поэтому фосфорилированный CDK2-циклин накапливается и блокирует прогрессирование клеточного цикла. В задержанном отклике АТМ фосфорилирует MDM2 и р53, который также фосфорилируется Chk2, что приводит к активации и стабилизации р53. Активация р53, в свою очередь, приводит к повышенной экспрессии ингибитора Cdk (р21), который дополнительно помогает сохранить низкую активность Cdk и поддерживать долгосрочную остановку клеточного цикла.

Протеинкиназа АТМ также может быть вовлечена в гомеостаз митохондрий, как регулятор аутофагии митохондрий (митофагия), что приводит к удалению старых дисфункциональных митохондрий.

## Регуляция
В норме белок ATM присутствует в клетке в неактивной форме в виде димера, связь в котором между двумя молекулами ATM обеспечена нековалентными взаимодействиями. Первым шагом к активации ATM после появления в клетке двунитевого разрыва ДНК является аутофосфорилирование по сериновому остатку в положении 1981 (Ser1981). Это аутофосфорилирование провоцирует распад димеров ATM на два активных мономера. Для полной активации ATM, помимо двунитевого разрыва ДНК, аутофосфорилирования по Ser1981 и распада димера, необходим функциональный комплекс MRN и аутофосфорилирование по сериновым остаткам в положениях 367 и 1893 (Ser367 и Ser1893).
Активации ATM с помощью комплекса MRN предшествует по меньшей мере, две стадии; рекрутирование ATM для DSB окончаний в качестве посредника контрольной точки повреждений ДНК — белка 1 (MDC1), который связывается с MRE11, а также последующей стимуляции активности киназы и C-окончания NBS1. Три домена FAT, PRD и FaTC вовлечены в регуляцию активности домена киназы KD. Домен FAT взаимодействует с доменом KD ATM, чтобы стабилизировать С-концевую область самой ATM. Домен FATC имеет решающее значение для активности киназы и очень чувствителен к мутагенезу. Это посредник белок-белковых взаимодействий, например, у гистонацетилтрансферазы Tip60 (HIV-1 Tat белок, взаимодействующий с 60 кДа), который ацетилирует ATM в остатке Lys3016. Ацетилирование происходит в С-концевой половине домена PRD и требуется для активации киназы АТМ и для её расщепления в мономеры. В то время как делеция всего домена PRD отменяет киназную активность ATM, конкретные небольшие делеции не показывают никакого эффекта.

## Роль при раке
Атаксия телеангиэктазия (AT) является редким заболеванием, характеризующимся дегенерацией мозжечка, иммунодефицитом, крайней чувствительностью клеток к облучению и предрасположенностью к раку. Пациенты с таким заболеванием имеют мутации в гене ATM, а также в генах, кодирующих белковый комплекс MRN.
Одной из особенностей протеинкиназы ATM является быстрое увеличение киназной активности в ответ на возникновение двунитевого разрыва ДНК. Широта фенотипических проявлений атаксии телеангиэктазии обусловлено широким диапазоном субстратов протеинкиназы ATM, среди которых белки, участвующие в репарации ДНК, апоптозе, в регуляции клеточного цикла, генной регуляции, инициации трансляции и обслуживании теломер. Дисфункциональность ATM-киназы может иметь серьёзные последствия в виде неправильной репарации двунитевых разрывов ДНК, результатом чего может быть возникновение проонкогенных мутаций.
У больных, имеющих повышенный риск развития рака молочной железы, этот риск был приписан взаимодействию ATM и фосфорилирования BRCA1 и связанных с ним белков после повреждения ДНК. Некоторые виды лейкозов и лимфом, в том числе мантийноклеточной лимфомы, T-ALL, атипичный хронический лимфолейкоз и T-PLL также связаны с дефектами ATM.

## Взаимодействия
Выявлено, что протеинкиназа ATM взаимодействует с:
- Abl,[15][16][17]
- BRCA1,[13][18][19][20][21][22][23]
- Белок синдрома Блума,[19][24]
- DNA-PKcs,[18][25]
- FANCD2,[26][27]
- MRE11A,[18][19]
- Нибрин,[18][19]
- P53,[18][28][29][30][31]
- RAD17,[18][32]
- RAD51,[15]
- RBBP8,[18][33]
- RHEB,[34]
- RRM2B,[35]
- SMC1A[36]
- TERF1,[16] and
- TP53BP1[37][38].